# Betzy Kjelsberg
Betzy Alexandra Kjelsberg (1er novembre 1866 – 3 octobre 1950) est une norvégienne, militante pour les droits des femmes, une suffragette et membre du mouvement féministe. Elle est membre du Parti libéral et la première femme membre du conseil d'administration du parti,.

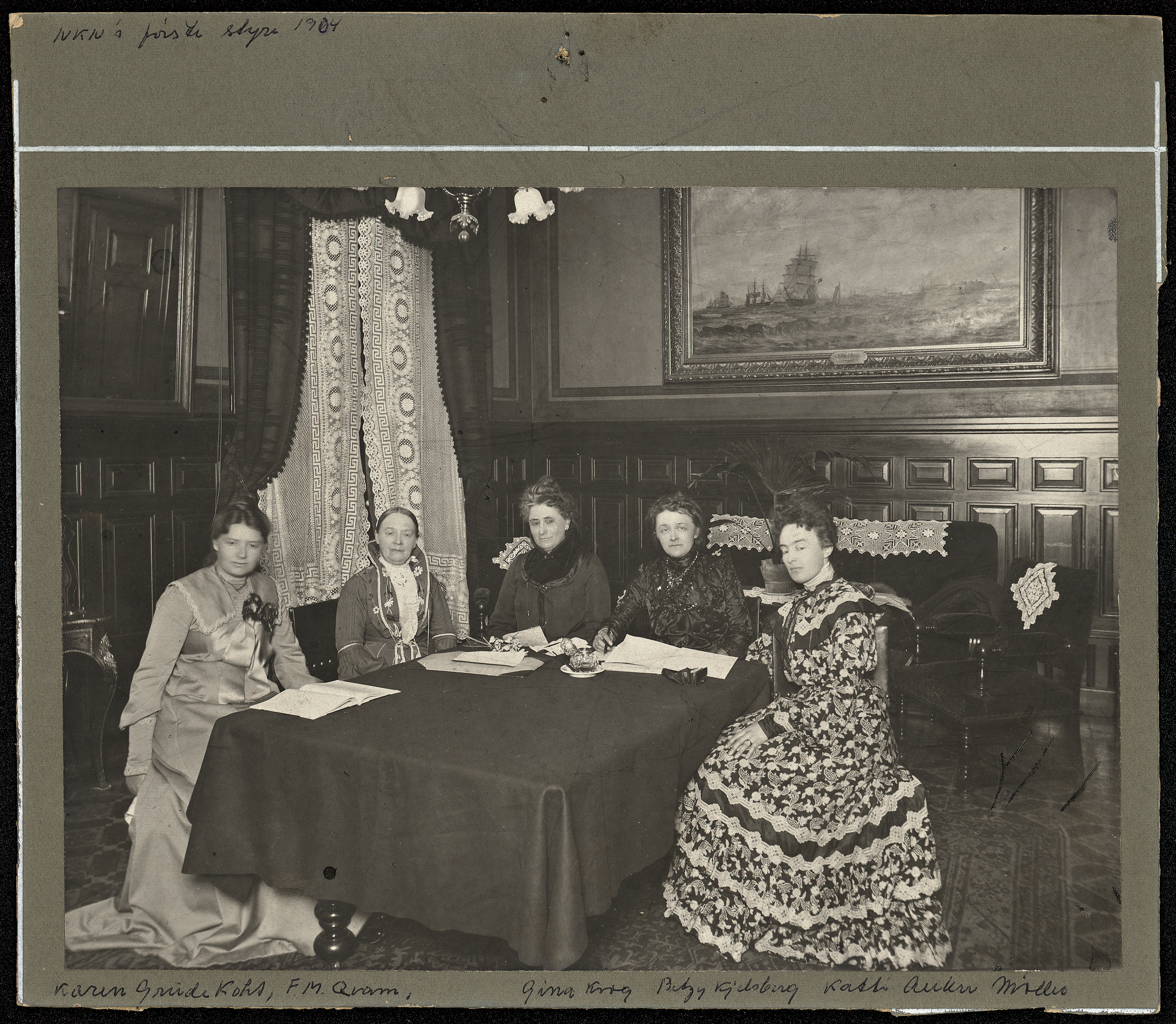
Les membres Conseil national norvégien de la Femme en 1904. Karen Grude Koht, Fredrikke Marie Qvam, Gina Krog, Betzy Kjelsberg et Katti Anker Møller

## Biographie
Betzy Aleksandra Børresen est née à Svelvik dans le comté de Vestfold en Norvège. Elle est la fille de Thor Børresen (1816-72) et de Jessie McGlashan (1842-1915). Son père est norvégien, tandis que sa mère est originaire d'Écosse. Après le décès de son père, la famille déménage à Drammen, où la mère de Betzy se marie au marchand Anton Enger. Cependant, il doit fermer sa boutique, les forçant à se déplacer à Christiania (aujourd'hui Oslo). Tout en vivant là, elle commence son examen artium, une des premières femmes en Norvège à le faire, mais elle ne termine pas l'université à cause de la santé financière déclinante de son beau-père.
En 1883, elle a cofondé le groupe de discussion Skuld avec Cecilie Thoresen Krog. Kjelsberg créé les associations de l'Organisation mondiale du Commerce des Femmes (Kvinnelig Handelsstands forening) en 1894, la Drammen Women's Association (Drammen Kvinnesaksforening) en 1896, avec sa propre école de femmes au foyer, le Drammen Public Health (1899) et le Conseil des Femmes de Drammen (1903). Elle est cofondatrice de l'Association norvégienne pour les droits des Femmes (1884) et l'Association Nationale pour le droit de Vote des Femmes (1885), qui travaillent à donner aux femmes le droit de vote.
Le Conseil National des Femmes norvégiennes (Norske Kvinners Nasjonalråd) est fondé en 1904, une organisation parapluie pour les différentes associations norvégiennes pour les femmes. Elle sert en tant que membre de l'organisation avec les militantes Karen Grude Koht, Fredrikke Marie Qvam, Gina Krog et Katti Anker Møller. À partir de 1916, elle en devient présidente,.
En 1905, Kjelsberg est élue au Conseil de la ville de Drammen, où elle siège pendant deux mandats. En 1910, elle devient la première femme inspectrice d'usine de Norvège, un poste qu'elle garde jusqu'en 1936. Entre 1921 et 1934, Kjelsberg est la représente du gouvernement norvégien aux réunions de l'Organisation internationale du travail à Genève. De 1926 à 1938, elle est vice-présidente du Conseil international des femmes. Selon sa biographe, Magnhild Folkvord raconte que beaucoup de personnes s'attendaient à la voir entrer au gouvernement de  Johan Ludwig Mowinckel en 1926 mais ce dernier n'accepte pas les femmes, ce qu'elle dénonça publiquement.
Betzy Kjelsberg meurt en 1950 à Bergen. Elle est enterrée au Cimetière Notre-Sauveur à Oslo

## Distinctions
- En 1916, elle reçoit la Médaille Royale du Mérite (Kongens fortjenstmedalje) en or[9].
- En 1935, elle est nommée Chevalier de 1re Classe de l'Ordre de Saint-Olaf[10].

## Vie personnelle
En 1885, elle épouse un juriste Oluf Fredrik Kjelsberg (1861-1923), avec qui elle a six enfants. Ils sont les grands-parents de Siv Jensen, chef du Parti du Progrès.

## Héritage
- Des rues sont nommées en son honneur à Oslo, Drammen et Stavanger[10].
- Magnhild Folkvord sort une biographie d'elle, Betzy Kjelsberg. Feminist og brubyggjar, en 2016[12].
- À l'occasion des 90 ans de sa mort, un monument commémoratif est érigé par Maja Refsum (en) à Akerselva[13].